# Assunto da ilha de Palmas
O Assunto da Ilha de Palmas ou o Caso da Ilha das Palmas foi uma disputa territorial entre os Países Baixos e os Estados Unidos, resolvida pelo Tribunal Permanente de Arbitragem em 1928. A ilha de Palmas, ou Miangas (em indonésio Pulau Miangas), foi declarada parte das Índias Orientais Holandesas e atualmente faz parte da Indonésia.
A ilha esteve inicialmente sob controle espanhol após a chegada de Garcia de Loaisa, um marinheiro e explorador espanhol, em outubro de 1526. Após a Guerra Hispano-Americana, o Tratado de Paris de 1898 transferiu o controle das Filipinas para os Estados Unidos, que reivindicaram a soberania sobre as Ilhas das Palmas (também conhecidas como Miangas).  O 23 de janeiro de 1925, os Países Baixos e os Estados Unidos levaram a questão à  Corte Permanente de Arbitragem de Haia num processo especial em acordo dirigido pelo juiz suíço Max Huber, e o 4 de abril de 1928, Huber opinou que a ilha "forma uma parte integral do território dos Países Baixos". Depois da independência, a Indonésia recebeu esse território.  Trata-se de um dos casos mais influentes em matéria de territórios em disputa.  É também uma fonte influente na análise da doutrina da intertemporalidade (tempus regit actum) no direito internacional público. 

## Veja-se também
- Territórios disputados
- Max Huber
- Corte Permanente de Arbitragem
- Ilhas das Palmas (Indonésia)
- Tratado de Paris (1898)
- Tempus regit actum